# Peter Lundberg

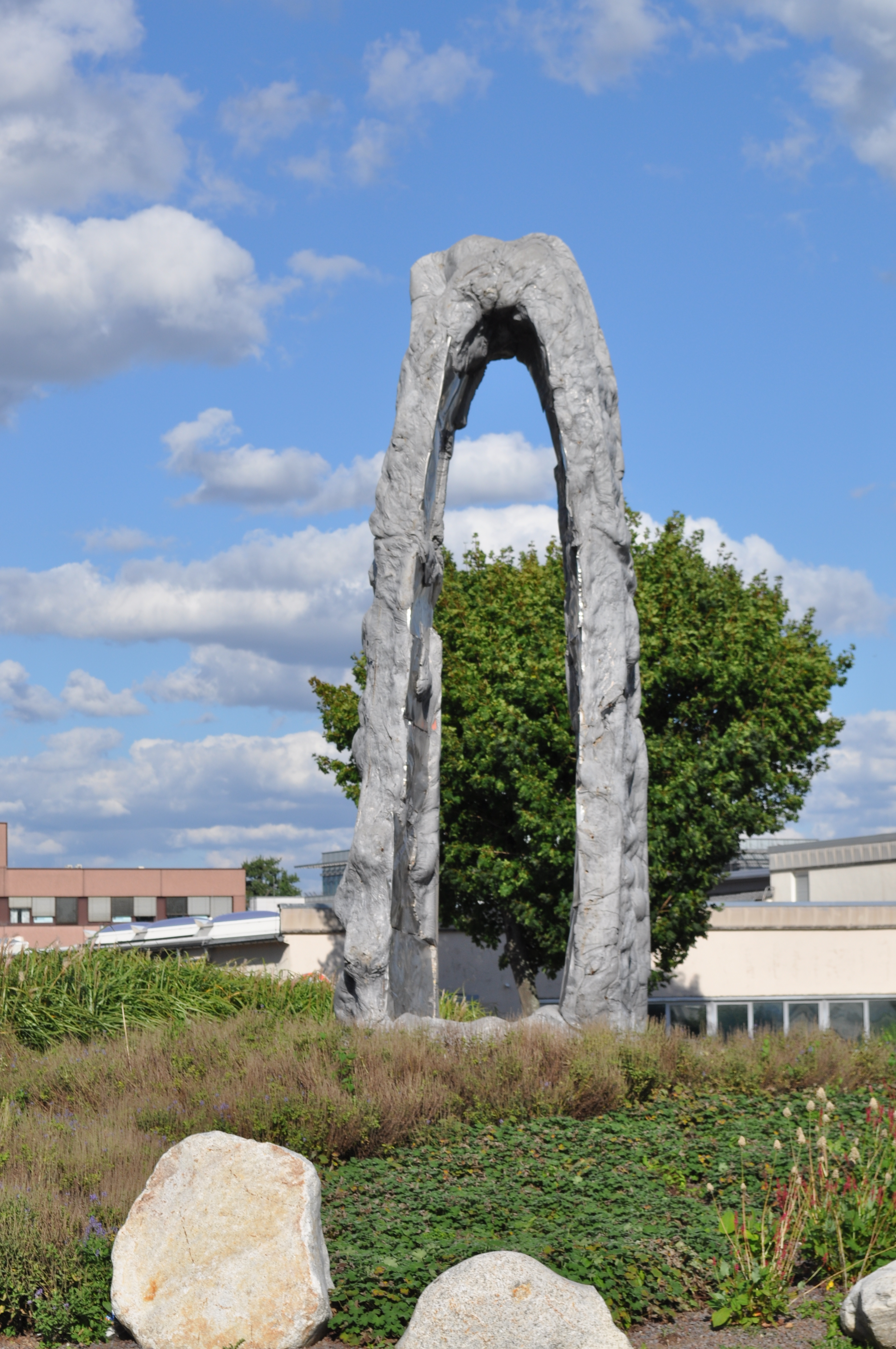
Hua, Eschborn

Peter Lundberg (Green Bay, 1961) is een Amerikaanse beeldhouwer.

## Leven en werk
Lundberg, de zoon van Zweedse immigranten, werd geboren in Green Bay in de staat Wisconsin. Hij bezocht van 1979 tot 1982 het Skidmore College in Saratoga Springs (New York), waar hij van 1979 tot 1982 wis- en natuurkunde studeerde en in 1983 kunst. Aansluitend studeerde hij tot 1985 beeldhouwkunst aan het Bennington College in Bennington (Vermont). Hij was van 1994 tot 1997 "artist in residence" van het Socrates Sculpture Park in Long Island City (stadsdeel Queens van New York) en hij stichtte in 1995 het Connecticut Sculpture Park in Bridgeport (Connecticut). Lundberg was van 1994 tot 2000 assistent van de beeldhouwer Mark di Suvero en sinds 1996 diens gediplomeerde kraanmachinist. In 2001 vervulde hij deze functie voor John Raymond Henry. Lundberg was ook in Zweden en Duitsland werkzaam. Ten slotte was hij van 1997 tot 2000 restaurateur in dienst van de Alexander Calder Foundation.
De kunstenaar woont en werkt in Bomoseen (Rutland County in de Amerikaanse staat Vermont) en Neurenberg (Duitsland). Zijn monumentale sculpturen creëert hij van beton (soms rood beton) en staal.

## Werken (selectie)
- 1996 Curl, Pratt University in New York
- 1996 Wild Slide, Saint Paul (Minnesota)
- 1997 Daquuigi[1], Seaside Park in Bridgeport (Connecticut)
- 1999 Where in Geometry (staal), beeldenpark Grounds for Sculpture in Hamilton Township
- 1998/2002 Now Euclid, George Washington Bridge  in New York
- 2002 Ingemar, Storm King Art Center in Mountainville
- 2003 Vinga, Saratoga Springs (New York)
- 2003 Dancing with Torsten, beeldenroute Hudson River Sculpture Trail (sinds 2004) tussen Haverstraw en Saratoga in de staat New York
- 2003 Figure 8, Hudson River Sculpture Trail (sinds 2005)
- 2004 Vevring, Vevringutstillninga in Vevring (Noorwegen)
- 2005 Beeldengroep, uitgang van de Holland Tunnel in Manhattan (New York)
- 2006 Mississippi Gateway, New Orleans Museum of Art in New Orleans[2]
- 2006 Freya, Salem Art Works and Cary Lane Sculpture Park in Salem (New York)[3]
- 2007 Portrait of a Man and a Woman, Hauptbahnhof in Neurenberg (eerste prijs "Haltestelle Kunst")
- 2007 Utlunta, Cashiers Sculpture Park in Cashiers (North Carolina)
- 2008 Hua, Skulpturenachse Eschborn in Eschborn (Duitsland)
- ---- One Sculpture[4], campus Xavier University of Louisiana in New Orleans
- ---- Looking to Sea[5], Riis Landing, Jamaica Bay in New York